# Never Catch Me
Never Catch Me ist ein Lied des amerikanischen Musikproduzenten Flying Lotus von seinem fünften Studioalbum You’re Dead!. Es enthält Gesang des amerikanischen Hip-Hop Künstlers Kendrick Lamar. "Never Catch Me" wurde bei den 58. Grammy Awards in der Kategorie Best Dance Recording nominiert.

## Musikvideo
Unter der Regie von Hiro Murai beginnt das Video mit einer Beerdigung (mit den Teilnehmern Flying Lotus und Thundercat in Cameo-Rollen). Das Video wirkt zunächst traurig, wird aber sofort fröhlich, als die beiden verstorbenen Kinder – ein Junge und ein Mädchen – aus ihren Särgen an der Vorderseite der Kirche springen und vergnügt den Gang entlang tanzen. Die Trauergäste können die Kinder nicht sehen, da sie direkt aus der Kirche auf eine Asphaltstraße tanzen, jedoch jagt eine Gruppe anderer Kinder ihnen hinterher, als sie in einen Leichenwagen steigen und davonfahren.
Der Clip wurde von mehreren Publikationen auf ihrer Liste der besten Videos zum Jahresende aufgeführt, darunter Pitchfork, Spin, und Stereogum – wobei letzteres ihn auf Platz eins setzte. Das Musikvideo wurde bei den MTV Video Music Awards 2015 in den Kategorien Best Choreography und Best Cinematography nominiert und gewann in der letzteren.

## Kritiken
Musikkritiker bewerteten Never Catch Me positiv. Der Herausgeber Jayson Greene von Pitchfork Media kürte den Song zum besten neuen Track und lobte „Seinen [...] Flow und die eingebetteten Reimmuster innerhalb der Reimmuster“. In seiner Liste der 100 besten Tracks des Jahres 2014 zum Jahresende setzte Pitchfork den Song auf Platz 23. Auch über Lamar schrieb Chris Payne von Billboard: „Es gibt nicht viele Rapper der A-Liste, die mit einem Beat wie diesem umgehen können, aber Kendrick ist eindeutig einer von ihnen.“ Jon Dolan, Redakteur der Zeitschrift Rolling Stone, bewertete den Song mit dreieinhalb von fünf Sternen und kommentierte: „Mit seinem unbekümmert lieblichen, psychedelischen Soul-Jazz in Warp-Geschwindigkeit entfesselt Lamar einen wortgewaltigen Wasserfall mit einem besorgten emotionalen Kern (‚analyze my demise I say I'm super-anxious‘, rappt er).“ Consequence-Redakteurin Nina Corcoran schrieb: „In Kombination mit einem der bisher heißesten Verse von Lamar (vor To Pimp a Butterfly) explodiert der Song. Aber das ist noch nicht alles. Flying Lotus zeigt sein Talent, indem er nach Kendricks Strophe den Gang wechselt – auf die einzige Art und Weise [...]: verrückte Tonarten, doppelte Bassdrum und unerbittliches Händeklatschen. Schließlich wird alles von massiv anschwellenden Synthesizern und Chorbrummen verschluckt und klingt in einem wunderschönen, leidenschaftlichen Outro aus.“